# 伊号第二百三潜水艦
伊号第二百三潜水艦（いごうだいにひゃくさんせんすいかん）は、日本海軍の潜水艦。伊二百一型潜水艦の3番艦。太平洋戦争末期に竣工したが訓練に終始し、戦後アメリカに引き渡された。

## 艦歴
マル戦計画の潜水艦高、第4501号艦型の3番艦、仮称艦名第4503号艦として計画。
1944年6月1日、呉海軍工廠で起工。8月25日、伊号第二百三潜水艦と命名されて伊二百一型潜水艦の3番艦に定められ、本籍を呉鎮守府と仮定。10月20日進水し、本籍を呉鎮守府に定められる。
1945年1月10日、艤装員事務所を呉海軍工廠内に設置し事務を開始。6月25日竣工し、艤装員事務所を撤去。第六艦隊第十一潜水戦隊に編入され、消磁と自差修正ののち、同日から伊予灘で訓練に従事。29日、病人発生のため呉へ回航。同日、再び伊予灘で訓練に従事。
終戦時は内海西部に所在。11月30日、海軍省の廃止に伴い除籍。
1946年1月12日、ハワイへ向け佐世保を出港。ハワイでアメリカ海軍により調査され、調査終了後に海没処分された。

## 潜水艦長
艤装員長
1. 上杉一秋 少佐：1945年1月5日[13] - 1945年6月25日[14]

潜水艦長
1. 上杉一秋 少佐：1945年6月25日[14] - 1945年11月25日[15]